# Tell Me a Story (About the Night Before)
Tell Me a Story (About the Night Before) to pierwszy singel Hilary Duff z jej debiutanckiego albumu Santa Claus Lane. Singel został wydany 14 października 2002 nie do sprzedaży detalicznej, lecz jako singel radiowy. Początkowo piosenka miała być nagrana razem z raperem Lil’em Bowem Wowem, ale z powodu komplikacji została nagrana w duecie z raperem Lil’em Romeo.
Teledysk do piosenki został nagrany niemalże jedynie dla kanału Disney Channel i został dobrze przyjęty. Teledysk pokazuje Duff i Romeo podczas śpiewania Tell Me a Story, na duet pada śnieg. Następnie są pokazani, jak śpiewają w długim korytarzu, pod koniec piosenki otacza ich mnóstwo tańczących ludzi.